# Furtwängler-Gletscher
Der Furtwängler-Gletscher befindet sich in der Nähe des höchsten Punkts des Kilimandscharo-Massivs in Tansania. Der Gletscher ist ein Teil des verbliebenen Rests der gewaltigen Eiskappe, die früher den Kilimandscharo bedeckte. Benannt ist er nach Walter Furtwängler, der zusammen mit Siegfried König im Jahr 1912 als erster vom Gipfel mit Skiern abgefahren war.
Zwischen 1979 und 2007 ging die Fläche des Furtwängler-Gletschers von 113.000 m² auf 35.000 m² zurück, was einer Abnahme von 69 % entspricht.
Im Jahr 2006 wurde von Wissenschaftlern in der Nähe der Gletschermitte ein großes Loch im nur noch eine Dicke von sechs Metern aufweisenden Gletschereis entdeckt. Dies erweiterte sich zu einem Spalt, der den Gletscher in zwei Teile trennte. Der kleinere Teil ist 2018 verschwunden, der größere auf 11.000 m² geschrumpft.
Der Gletscher entwässert über Gebirgsbäche zu Weruweru in das Flusssystem des Pangani.